# Enrico Letta
Enrico Letta (Pisa, 20 augustus 1966) is een Italiaans politicus van de Democratische Partij (PD). Hij was tussen 28 april 2013 en 22 februari 2014 premier van Italië, als opvolger van Mario Monti.
Hij werd geboren als zoon van Giorgio Letta, een hoogleraar kansberekening, en Anna Banchi. Zijn oom Gianni Letta is staatssecretaris geweest in alle kabinetten-Berlusconi.

## Carrière
Letta was minister van Gemeenschapsbeleid in het kabinet-D'Alema I, als jongste minister in de geschiedenis van de Italiaanse Republiek. Vervolgens was Letta minister van Industrie in de kabinetten D'Alema II en Amato II en was hij als Europarlementariër lid van de liberale ALDE-groep, een mandaat dat hij na twee jaar neerlegde om in het kabinet-Prodi II staatssecretaris toegevoegd aan de Eerste Minister te worden.
Vervolgens was hij Kamerlid voor de Democratische Partij, waarvan hij tussen 2009 en 2013 nationaal vicesecretaris geweest is.
Op 24 april 2013 vroeg president Giorgio Napolitano hem een regering te vormen. Daarmee was hij de beoogde premier van Italië. Op 28 april werd zijn kabinet beëdigd.

### Ontslag
Op 13 februari 2014 kondigde Letta zijn aftreden aan onder druk van het PD-partijbestuur. Op 14 februari 2014 vroeg hij ontslag aan president Giorgio Napolitano. Die sprak met de leiders van alle politieke partijen om tot een oplossing te komen. De opvolger van Letta als premier was PD-secretaris Matteo Renzi.
Tegenwoordig (2020) is Letta onder meer voorzitter van het Institut Jacques Delors, een in Parijs gevestigde Europese denktank. In april 2022 lanceerde hij een plan voor de toekomst van de Europese Unie, dat direct werd overgenomen door de Franse president Macron, op dat moment roulerend voorzitter van de Unie. Het plan houdt in, dat er een scheiding komt tussen de economische unie, waarin leden en kandidaat-leden tamelijk laagdrempelig kunnen deelnemen, en de verdere integratie tot een politieke en militaire unie, waarvoor de leden aan talrijke eisen moeten voldoen.